# Pfarrkirche Weitra

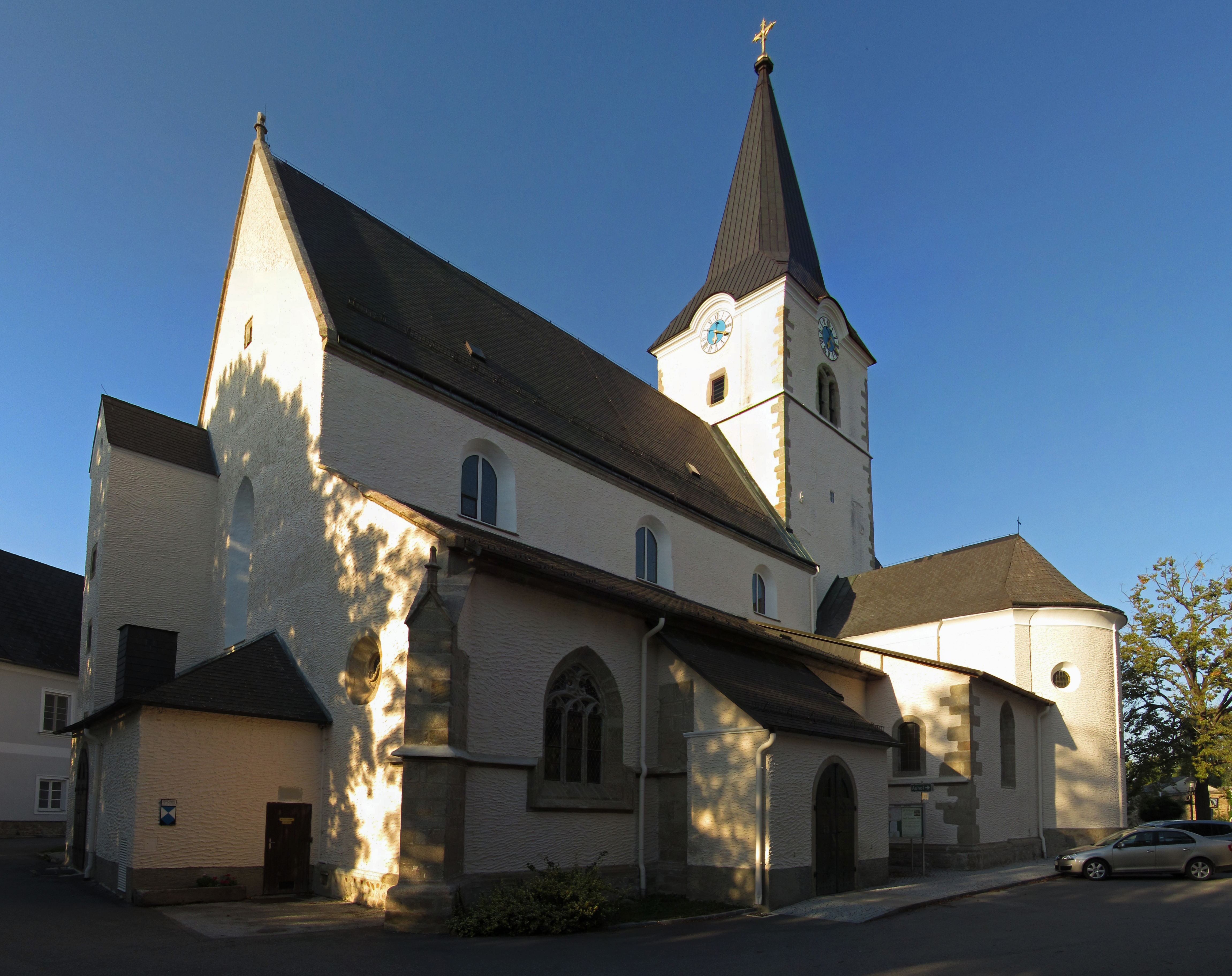
Pfarrkirche Hll. Petrus und Paulus mit am Turm nach Süden angebauter Heilig-Kreuz-Kapelle mit Halbkreisschluss

Die Pfarrkirche Weitra steht in der Stadt Weitra in der Stadtgemeinde Weitra in Niederösterreich. Die römisch-katholische Pfarrkirche Hll. Peter und Paul gehört zum Dekanat Gmünd in der Diözese St. Pölten. Die Kirche steht unter Denkmalschutz.

## Geschichte
Das Pfarrrecht mit dem Patrozinium Hll. Peter und Paul wurde zum Anfang des 13. Jahrhunderts von Alt-Weitra hierher übertragen. Die romanische einschiffige Kirche mit einem Ostturm stammt aus dem Anfang des 13. Jahrhunderts. 1439 erfolgte eine Einwölbung des ostseitigen Turmjoches und davon ostseitig der Anbau eines gotischen Chores und der nordseitige Anbau einer Barbarakapelle. Im 3. Viertel des 15. Jahrhunderts wurde das Langhaus zu einem dreischiffigen Saalraum erweitert und das Mittelschiff überwölbt. Südlich des Turmjoches wurde 1760/1761 als Stiftung des Franz Josef Keufel von Ullberg eine nach Süden ausgerichtete Heilig-Kreuz-Kapelle angebaut. Die Kirche war bis 1792 von einem Friedhof umgeben. In den Jahren 1974/1975 erfolgte eine Restaurierung.

## Architektur
Die Kirche steht im Norden der ummauerten Stadt innerhalb einer spornartigen Ausweitung der weitgehend erhaltenen mittelalterlichen Stadtbefestigung Weitra. Westlich der Pfarrkirche ist ein Steilabfall zum Fluss Lainsitz. Die Kirche diente ursprünglich auch als Wehrkirche zur zusätzlichen Sicherung der nahen Stadtmauer. Die Kirche steht inmitten eines teils ringförmig umbauten Kirchenplatzes.
Kirchenäußeres
Das basilikaartige Langhaus mit einem spätgotisch erhöhten Mittelschiff hat gedrückte zweiteilige Spitzbogenfenster um 1505. Die niedrigeren Seitenschiffe mit Strebepfeilern haben südseitig ein umlaufendes Kaffgesims und nordseitig Gesimsstücke und südseitig zwei- und dreibahnige Maßwerkfenster. Südseitig wurde vor ein gotisch verstäbtes Schulterbogentor im 2. Joch aus dem 15. Jahrhundert ein barocker Portalvorbau errichtet. Vor dem 4. Joch steht der Anbau einer gotischen längsgerichteten Rechteckkapelle mit vermauerten Maßwerkfenstern im Süden und einem barocken Flachbogenfenster im Westen. Das nördliche Seitenschiff hat gedrückte Spitzbogenfenster und ein teils vermauertes zweibahniges Maßwerkfenster. Die schlichte Westfassade hat mittig ein dreibahniges Maßwerkfenster und einen Maßwerkoculus am südlichen Seitenschiff. Das Westportal ist ein Spitzbogentor und hat einen barocken Portalvorbau mit einem nördlich anschließenden Treppenturm. Der Turm ist bis zur Firsthöhe des Langhauses romanisch erhalten, das 1505 aufgesetzte Glockengeschoß hat zweibahnige Maßwerkschallfenster, darüber ist ein barockes Abschlussgesims mit einem geknickten Pyramidendach aus 1878. Die südseitig am Turm ist die angebaute quergerichtete rechteckige barocke Heilig-Kreuz-Kapelle aus 1760/1761, sie hat eine südliche Apsis und zeigt eine Gliederung mit Lisenen und Flachbogenfenstern unter Oculi. Nordseitig des Turmes und Chores ist die angebaute längsgerichtete zweijochigen Barbarakapelle mit Fünfachtelschluss um 1439 mit zweigeteilten Strebepfeilern und zweibahnigen Maßwerkfenstern.
Der zweijochige Chor mit Fünfachtelschluss vor 1439 hat Strebepfeiler, welche durch ein umlaufendes Kaffgesims und Gesimsstücke bzw. südseitig mit Tabernakelnischen dreigeteilt sind. Der Chor hat zweibahnige Maßwerkfenster, im Osten vermauert, im Norden barock verändert. An der Chorsüdseite ist ein Fragment eines Freskos Verkündigung um 1439, ein Steinrelief Christus am Ölberg um 1500, ein Wappengrabstein zum Berchtold Wagner 1500, ein Priestergrabstein 1602. Am Chorscheitel ist eine barocke annähernd quadratische Sakristei aus 1755 mit Lisenengliederung und Rundbogenfenstern angebaut.
An der Stadtmauer sind Inschriftgrabsteine und ein Priestergrabstein.
Kircheninneres

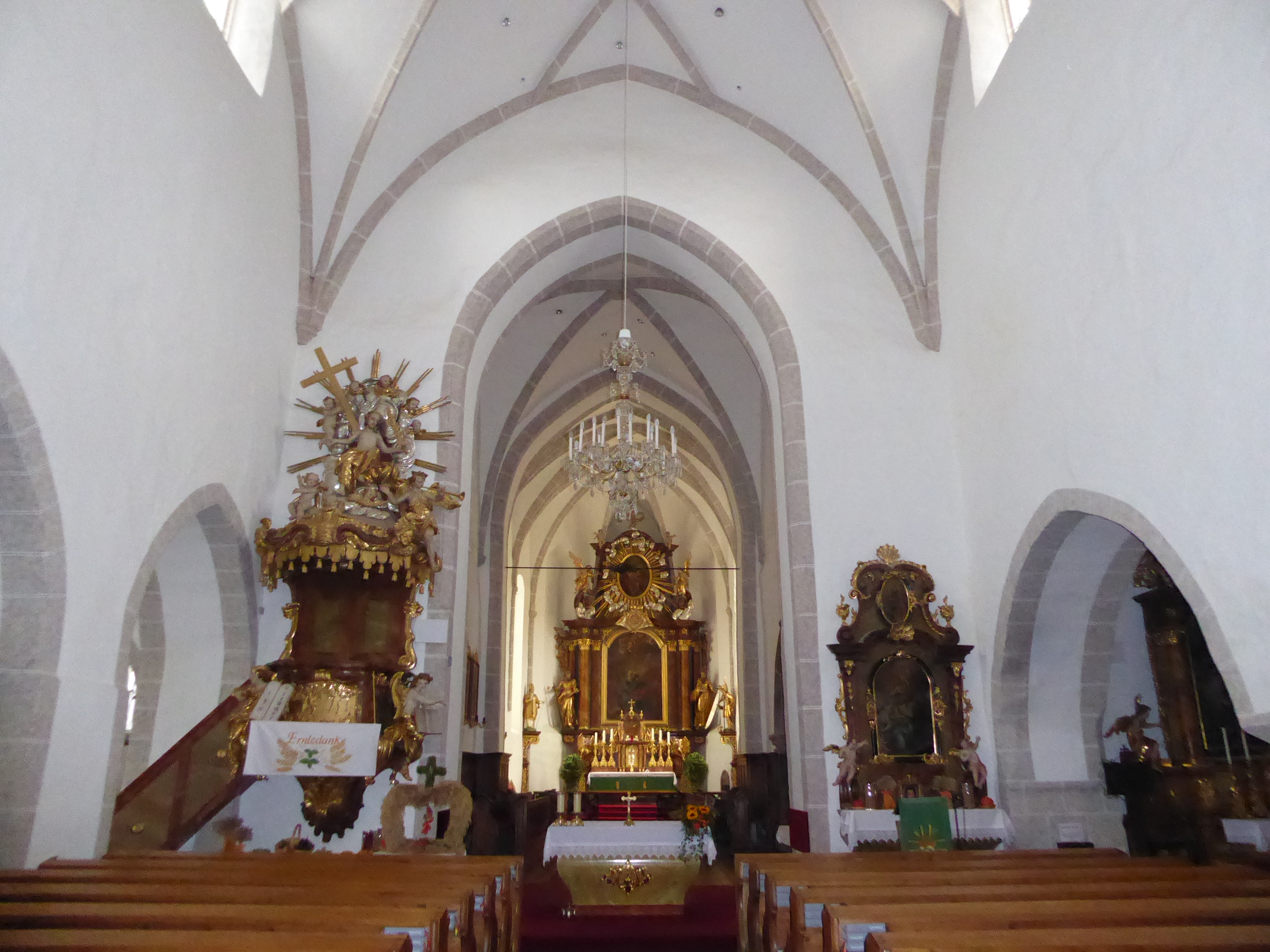
Inneres der Pfarrkirche

Die Vorhalle aus dem 18. Jahrhundert hat ein Kreuzgratgewölbe mit Stuckgraten. Das dreischiffige, basilikale Langhaus hat ein Mittelschiff mit einem ursprünglich flachgedeckten romanischen Saalraum. In den ungegliederten Seitenwänden sind vermauerte Rundbogenfenster wie auch romanisches Quadermauerwerk über den Seitenschiffgewölben erkennbar. Im südseitigen zweiten Seitenschiffjoch ist ein romanisches Rundbogentor erhalten. Zu den Seitenschiffen sind ungleich weite niedrige spitzbogige Spitzbogenarkaden. Eine spätgotische Erhöhung des Mittelschiffes um 1505 erfolgte mit einem Netzrippengewölbe auf Konsolen und Stichkappen über den hoch gelegenen Spitzbogenfenstern. Die dreiachsige kreuzrippenunterwölbte Westempore über gekehlten Rundbogenarkaden auf Achtseitpfeilern hat einen Sockelaufsatz in der Brüstung. Das neugotische Emporenobergeschoß aus Holz mit Maßwerkbrüstung ist aus der 2. Hälfte des 19. Jahrhunderts.

## Ausstattung
Der Hochaltar ist ein Werk von Johann Walser aus dem Jahr 1749. Das Altarblatt eines Seitenaltars wurde 1747 von Martin Johann Schmidt gemalt. Josef Rifesser schuf 1904 die neugotischen Altäre in der Barbarakapelle.